# Margarodes greeni
Margarodes greeni är en insektsart som beskrevs av Charles Kimberlin Brain 1915. Margarodes greeni ingår i släktet Margarodes och familjen pärlsköldlöss. Inga underarter finns listade i Catalogue of Life.